# Krzemieniec (Żaba)
Krzemieniec – przysiółek wsi Żaba w Polsce, położony w województwie opolskim, w powiecie namysłowskim, w gminie Namysłów. Wchodzi w skład sołectwa Żaba.
W latach 1975–1998 przysiółek administracyjnie należał do ówczesnego województwa opolskiego.